# Serua
Serua é uma das cinco províncias da Divisão Central, das Fiji. Faz parte de um conjunto de oito províncias que dividem a ilha de Viti Levu. Sua capital é a cidade de Serua.

## Distritos
A província de Serua é constituída por dois distritos:
- Nuku
- Serua